# قرار مجلس الأمن التابع للأمم المتحدة رقم 1472
قرار مجلس الأمن التابع للأمم المتحدة رقم 1472 الذي اعتمد بالإجماع في 28 مارس 2003، بعد أن أشار إلى جميع القرارات السابقة بشأن العراق، بما في ذلك القرارات 661 (1991)، 986 (1995)، 1409 (2002) و1454 (2002) بشان تقديم المعونة الإنسانية إلى الشعب العراقي، وافق المجلس على تعديلات في برنامج النفط مقابل الغذاء تمنح الأمين العام مزيدًا من السلطة لإدارة البرنامج للـ45 يومًا التالية. وقد تم تعليق البرنامج عندما أمر الأمين العام جميع موظفي الأمم المتحدة بالخروج من العراق قبل أيام من الغزو بقيادة الولايات المتحدة.
وقد تم تبني القرار بعد أسبوع من المفاوضات المغلقة، حيث اعترضت فرنسا وروسيا وسوريا على استخدام الأموال الإنسانية لتمويل العمليات العسكرية ضد العراق. وقد شارك حوالي 70 دولة في المناقشات، مع إعراب العديد منها عن معارضتها للغزو بقيادة الولايات المتحدة للعراق.

## وصلات خارجية
- نص القرار على UNHCR.org